# Imagine Asia
Imagine Asia，是韓國的經紀公司。成立在1976年7月，包括影劇投資製作、電影投資製作、藝人管理、歌手演唱會企劃等，在2013年12月2日併購DreamT娛樂（Dream T Entertainment），另外在2015年7月1日聯同DreamT娛樂購入YMC娛樂合共80%的股份並由DreamT娛樂管理。

## 旗下藝人
| - 金俊裴 - 崔武成 - 俞健宇 - 朴民洙 - 李瑞俊 | - 黃貞閔 - 鄭娜溫 - 李恩宇 - 黃英熙 - 白恩惠 | - 郑伊朗 - 朴起嶁 |

## 已離開藝人
- 金勝友
- 任昌丁
- 孔炯軫
- 張東健
- 白成鉉
- 宋詩曦
- 柳承範
- 炫彬
- 李民基
- 丁義澈
- 吳閔碩
- 李浚赫
- 李鍾碩
- 金南珠
- 趙美玲
- 蔡貞安
- 河智苑
- 嚴志媛
- 金敏喜
- 強藝元
- 崔貞媛
- 申敏兒
- 尹珍序
- 吳漣序
- 崔允素
- 尹晶喜
- 高恩雅
- 劉浩琳
- 李荷娜
- RaNia
- C-CLOWN（已解散）
- 輝星
- MIGHTY MOUTH
- Lucky J（已解散）
- 宋景哲
- 朴政珉
- 崔成民
- 金永俊（朝鲜语：김영준 (1980년)）
- 林鎬傑（朝鲜语：임호걸）
- 申旼澈（朝鲜语：신민철 (배우)）
- 高允
- 張瑞希
- 李智賢
- 陳智熙
- 徐智熙（朝鲜语：서지희）
- 孫星允
- 徐孝琳
- 高娜恩
- 羅惠美
- 裴孝媛（朝鲜语：배효원）
- 徐智安（朝鲜语：서지안）
- 尹瑞
- 金佳花
- 具件敏
- 許恩靜（朝鲜语：허은정）
- 李善彬
- 趙銀政
- 金宇靜，Happy Face練習生出身，PRODUCE 101參賽者
- I.O.I(因屬企劃團體，在為期1年合約屆滿後，於2017年1月29日宣佈解散）
- Wanna One(已於2018年5月31日轉至SWING娛樂下，直至約滿2018年12月31日止。)
- 李壹花
- 金允慧
- 柳和榮
- 沈恩珍（朝鲜语：심은진）
- 金素拉（朝鲜语：김소라 (배우)）
- 劉東根
- 車和娟
- 錢忍和

## Banana Culture
- 前名：Yedang Entertainment
- 韓語：바나나컬쳐

#### 過往藝人
- EXID
- Welldone Potato
- Rare Potato
- 成恩
- Jia
- TREI

#### 過往練習生
- 金宋善，TRI.BE成員。
- 金賢彬，TRI.BE成員。
- 金娜英，《PRODUCE 48》參賽者，LIGHTSUM成員。
- 金多蕙 （しまづ ここあ，Shimazu Kokoa），《PRODUCE 48》參賽者。

## Dream T Entertainment
- 韓語：드림티 엔터테인먼트
- Jevice
- MC夢
- M.A.P6
- 智鉉寓
- 洪秀兒
- Girl's Day

#### 練習生
- 黃守延，Happy Face練習生出身，PRODUCE 101參賽者
- 吉娜‧朴，韓裔美國人
- 彩璘
- 趙慧璘
- 李秀靜，10月31日生

#### 過往練習生
- 金智盛，《PRODUCE 101》參賽者。女團Girl's Day預備成員。 轉投Happy Face娛樂及N COMPANY
- 李秀賢，《Happy Face》練習生出身，《PRODUCE 101》參賽者。轉投Major 9娛樂(原THE VIBE LABEL)
- 姜詩媛，《PRODUCE 101》參賽者。轉投We Can Do It!娛樂，UNI成員
- 黃召硯，《PRODUCE 48》參賽者。轉投M&H娛樂
- 姜多珉，《PRODUCE 48》參賽者。轉投STARSHIP娛樂
- 姣妍，轉投We Can Do It!娛樂，UNI成員
- 金亨信，《CAP-TEEN》參賽者。Geupsik-Dan(급식단)成員，HOT ISSUE成員

#### YMC娛樂
- 申寶羅
- Baechigi
- Sugarbowl
- SOULIGHTS

## 製作

### 電視劇
- 2012年：MBC《吳子龍走吧》
- 2014年：MBC《薔薇色戀人們》
- 2016年：SBS《戲子》
- 2016年：SBS《Wanted》
- 2016年：KBS《女人的秘密》（由DreamTea娛樂製作）
- 2017年：KBS《瘋狗》（与Celltrion Entertainment相关联）
- 2018年：MBC 《過來抱抱我》（与Company Ching相关联）
- 2018年：MBC 《時間》（与Will Entertainment相关联）
- TBA：《我人生中最幸福的時間》

### 電影
- 2005年：《長腿叔叔》
- 2005年：《刑事》
- 2008年：《黃沙劍影》
- 2010年：《黃海》
- 2010年：《洛城大暴動》
- 2012年：《朝韓夢之隊》
- 2014年：《朝鮮美女三劍客》

## 外部連結
- 官方网站
- Imagine Asia的Facebook專頁
- Imagine Asia的Instagram帳戶